# 10602 Masakazu
10602 Masakazu è un asteroide della fascia principale. Scoperto nel 1996, presenta un'orbita caratterizzata da un semiasse maggiore pari a 2,6698389 UA e da un'eccentricità di 0,2014305, inclinata di 13,32796° rispetto all'eclittica. Misura circa 7,6 km di diametro.
L'asteroide è dedicato a Masakazu Kusakabe (1946), ceramista giapponese noto per la progettazione della fornace a legna senza fumo Sasukenei.